# Egaleo (metropolitana di Atene)
Egaleo (in greco: Σταθμός Αιγάλεω) è una stazione della linea 3 della metropolitana di Atene.

## Storia
La stazione venne attivata il 26 maggio 2007 come estensione da Monastiraki.